# Тротт, Мэттью
Мэттью Тротт (англ. Matthew Trott; род. 26 апреля 1980, Ашбертон (Новая Зеландия), Кентербери) — новозеландский гребец, выступавший за сборную Новой Зеландии по академической гребле в 2006—2012 годах. Серебряный призёр этапа Кубка мира, участник летних Олимпийских игр в Лондоне.

## Биография
Мэттью Тротт родился 26 апреля 1980 года в Ашбертоне, Новая Зеландия.
Заниматься академической греблей начал в 1995 году, проходил подготовку в гребном клубе Canterbury Rowing Club в Крайстчерче.
Впервые заявил о себе в гребле на международной арене в сезоне 2006 года, попав в основной состав новозеландской национальной сборной и выступив в одиночках на этапе Кубка мира в Люцерне.
В 2007 году в парных двойках стал четвёртым на этапе Кубка мира в Люцерне и шестым на чемпионате мира в Мюнхене.
В 2008 году в одиночках стартовал на двух этапах Кубка мира, но значительных успехов здесь не добился и отбор на Олимпиаду в Пекине не прошёл.
В 2009 году в парных двойках выиграл серебряную медаль на этапе Кубка мира в Мюнхене, стал четвёртым на этапе в Люцерне и на мировом первенстве в Познани.
На домашнем чемпионате мира 2010 года в Карапиро стартовал в парных четвёрках и занял итоговое седьмое место.
В 2011 году в той же дисциплине был шестым на этапе Кубка мира в Люцерне, закрыл десятку сильнейших на мировом первенстве в Бледе.
Благодаря череде удачных выступлений удостоился права защищать честь страны на летних Олимпийских играх 2012 года в Лондоне. Вместе с напарниками Джоном Стори, Робби Мэнсоном и Майклом Армсом в четвёрках парных сумел квалифицироваться лишь в утешительный финал В и расположился в итоговом протоколе соревнований на седьмой строке.
После лондонской Олимпиады Тротт завершил спортивную карьеру и перешёл на работу в банковской сфере.